# Jens (Berna)
Jens é uma comuna da Suíça, situada no distrito administrativo de Seeland, no cantão de Berna. Tem 4,58 km² de área e sua população em 2018 foi estimada em 659 habitantes.